# Sept tours de Kharoun
Les Sept tours de Kharoun sont situées au sud-est de la ville de Najafabad dans la province d'Ispahan. Elles sont le plus grand centre socioculturel à l'ouest de la province d'Ispahan.

## Particularité
Les Sept tours de Kharoun sont entourées d'un jardin d'une superficie de 3 000 m2. Six de sept tours sont des colombiers. Les tours font 14 m de haut et sont reliées les unes aux autres par les murs en bauge de 4 m de haut. Après la conversion des tours en un centre socioculturel, d'autres aménagements leur sont ajoutés, comme une fontaine, un café traditionnel, un espace de divertissement et un espace pour activités culturelles ainsi qu'un parc.